# ميهالي توث
ميهالي توث (بالمجرية: Tóth Mihály)‏ هو لاعب كرة قدم مجري في مركز الهجوم، ولد في 27 ديسمبر 1974 في بودابست في المجر. شارك مع منتخب المجر لكرة القدم. أما مع النوادي، فقد لعب مع النادي الإفريقي وبيرسخوت إيه سي ونادي بودابست هونفيد ونادي ديوسجوري ونادي فريدريكستاد ونادي فيرينتسفاروشي ونادي مول فيهيرفار ونادي ميتز.

## وصلات خارجية
- ميهالي توث على موقع قاعدة بيانات كرة القدم.إي يو (الإنجليزية)
- ميهالي توث على موقع ناشيونال فوتبول تيمز (الإنجليزية)